# Xanthia cerago
Xanthia cerago là một loài bướm đêm trong họ Noctuidae.